# Gods of Violence
Gods of Violence (рус. Боги насилия) — четырнадцатый студийный альбом немецкой трэш-метал-группы Kreator, который вышел 27 января 2017 года. Релиз состоялся спустя почти пять лет после предыдущего. До выхода Hate Über Alles это была самая большая пауза между альбомами в карьере Kreator. Альбом впервые в истории группы возглавил немецкие чарты. Также это последняя запись Kreator с бас-гитаристом Кристианом Гислером.

## История
Впервые о четырнадцатом альбоме Милле Петроцца упомянул в интервью в ноябре 2013 года. Он сказал, что альбом выйдет после тура в поддержку Phantom Antichrist, где-то в 2016 году. Однако позже он сказал в интервью, что альбом выйдет в 2017 году, не раньше. 14 октября 2016 года было раскрыто название альбома, Gods of Violence, и примерная дата выпуска — январь 2017 года. 28 октября была названа точная дата выпуска — 27 января 2017 года.
Музыкальное видео на заглавный трек вышло 18 ноября 2016 года, 16 декабря вышло видео на песню «Satan is Real», а 27 января 2017 года — на песню «Totalitarian Terror». Специальные издания альбома вышли с бонусным Blu-Ray/DVD, содержащим выступление группы на Wacken 2014. 30 января вышло видео на песню «Fallen Brother». В поддержку альбома группа участвовала в европейском туре в феврале и марте 2017 года, в котором они были хедлайнерами. В поддержку группы выступали Sepultura, Soilwork и Aborted. Также в марте и апреле они участвовали в туре журнала Decibel с Obituary. 22 ноября 2017 года вышло видео на песню «Hail To The Hordes».

## Отзывы
Альбом получил преимущественно положительные отзывы. Средний балл на агрегаторе рецензий Metacritic — 73/100. В рецензии сайта All About The Rock Фрейзер Уилсон, поставив максимальную оценку, написал: «С этой записью Kreator заложили плиту по-настоящему опустошающего акустического совершенства. Трэш, может, и родился в Районе Залива Сан-Франциско, но он достиг совершенства в Эссене.» Альбом также выиграл награду Metal Storm за лучший трэш-метал-альбом 2017 года.

## Список композиций
Все тексты написаны Петроцца, кроме указанных.
| №                   | Название                 | Текст песни         | Длительность |
| ------------------- | ------------------------ | ------------------- | ------------ |
| 1.                  | «Apocalypticon»          |                     | 1:06         |
| 2.                  | «World War Now»          |                     | 4:28         |
| 3.                  | «Satan Is Real»          | Петроцца, Йагер     | 4:38         |
| 4.                  | «Totalitarian Terror»    |                     | 4:45         |
| 5.                  | «Gods of Violence»       |                     | 5:51         |
| 6.                  | «Army of Storms»         |                     | 5:09         |
| 7.                  | «Hail to the Hordes»     |                     | 4:02         |
| 8.                  | «Lion with Eagle Wings»  |                     | 5:22         |
| 9.                  | «Fallen Brother»         | Петроцца, Йагер     | 4:37         |
| 10.                 | «Side by Side»           |                     | 4:19         |
| 11.                 | «Death Becomes My Light» |                     | 7:26         |
| Общая длительность: | Общая длительность:      | Общая длительность: | 51:43        |

| №   | Название                | Длительность |
| --- | ----------------------- | ------------ |
| 12. | «Earth Under The Sword» | 3:29         |

| №   | Название                                       | Длительность |
| --- | ---------------------------------------------- | ------------ |
| 1.  | «Mars Mantra (Intro)»                          |              |
| 2.  | «Phantom Antichrist»                           |              |
| 3.  | «From Flood into Fire»                         |              |
| 4.  | «Warcurse»                                     |              |
| 5.  | «Endless Pain»                                 |              |
| 6.  | «Pleasure to Kill»                             |              |
| 7.  | «Hordes of Chaos (A Necrologue for the Elite)» |              |
| 8.  | «Phobia»                                       |              |
| 9.  | «Enemy of God»                                 |              |
| 10. | «Civilization Collapse»                        |              |
| 11. | «The Patriarch»                                |              |
| 12. | «Violent Revolution»                           |              |
| 13. | «United in Hate»                               |              |
| 14. | «Flag of Hate/Tormentor»                       |              |

| №                   | Название                        | Длительность |
| ------------------- | ------------------------------- | ------------ |
| 1.                  | «World War Now (demo)»          | 4:19         |
| 2.                  | «Satan Is Real (demo)»          | 4:24         |
| 3.                  | «Gods of Violence (demo)»       | 6:16         |
| 4.                  | «Lion with Eagle Wings (demo)»  | 5:56         |
| 5.                  | «Death Becomes My Light (demo)» | 7:03         |
| Общая длительность: | Общая длительность:             | 27:58        |

## Участники записи
Информация об участниках записи, исполнителях и участниках производства взята из буклета к альбому.
- Милле Петроцца — вокал, гитара
- Сами Или-Сирнио — гитара
- Кристиан Гислер — бас-гитара
- Юрген Райль — ударные

### Дополнительные музыканты
- Борис Пфайффер (In Extremo) — волынка на «Hails to the Hordes»
- Текла-Ли Ваденштен — арфа на интро «Gods of Violence»
- Дагоберт Йагер — вокал на «Fallen Brother»

### Хор
- Ронни Мильянович
- Бьёрн Кромм
- Фредерик Эрикссон
- Хенрик Андерсун
- Маттиас Лёвдал
- Йенс Богрен

### Аранжировка
- Kreator — аранжировка
- Франческо Паоли — оркестровая аранжировка
- Франческо Феррини — оркестровая аранжировка

### Производство
- Йенс Богрен — продюсер, звукозапись, аудио-сведение
- Дэвид Кастильо  — дополнительный звукорежиссер
- Эрик Мйорнелл — дополнительный звукорежиссёр
- Кристоффер Ваденштен — звукорежиссёр (только арфа)
- Ронни Мильянович — запись (только хор)
- Людвиг Нясвал — барабанный техник
- Урбан Нясвал — барабанный техник
- Линус Корнеллиусон — помощь в микшировании, аудиоредактор
- Тони Линдгрен — мастеринг
- Олман Вайпер — мастеринг
- Марк Гёрц (Caliban) — предпроизводство
- Доминик Параскевопулос — предпроизводство

### Студии
- Fascination Street Studios, Швеция – производство, запись, сведение, мастеринг
- Studio Seven, Эребру, Швеция – запись (только хор)
- Nemesis Studios, Германия – предпроизводство
- Level 3 – предпроизводство
- Hertzwerk, Гамбург, Германия – мастеринг

## Позиции в чартах
| Чарт (2017)                            | Высшая позиция |
| -------------------------------------- | -------------- |
| Австралия (ARIA)                       | 30             |
| Австрия (Ö3 Austria)                   | 4              |
| Бельгия/Валлония (Ultratop)            | 46             |
| Бельгия/Фландрия (Ultratop)            | 20             |
| Канада (Canadian Albums Chart)         | 90             |
| Польша (ZPAV)                          | 21             |
| Чехия (ČNS IFPI)                       | 7              |
| Нидерланды (Album Top 100)             | 58             |
| Финляндия (Suomen virallinen lista)    | 7              |
| Франция (SNEP)                         | 59             |
| Германия (Offizielle Top 100)          | 1              |
| Япония (Oricon)                        | 55             |
| Польша (ZPAV)                          | 21             |
| Шотландия (Scottish Albums Chart)      | 37             |
| Испания (PROMUSICAE)                   | 28             |
| Швеция (Sverigetopplistan)             | 19             |
| Швейцария (Schweizer Hitparade)        | 13             |
| Великобритания (UK Albums Chart)       | 72             |
| США (Billboard 200)                    | 118            |
| США (Billboard Top Hard Rock Albums)   | 6              |
| США (Billboard Top Heatseekers Albums) | 1              |
| США (Billboard Independent Albums)     | 8              |
| США (Billboard Top Rock Albums)        | 19             |
| США (Billboard Top Tastemaker Albums)  | 5              |